# Охридска архиепископия
Вижте пояснителната страница за други значения на Охридска архиепископия.
Архиепископия Охридска на Първа Юстиниана и на цяла България, съкратено наричана и Охридската архиепископия е наименованието на българската автокефална православна църква подчинена на Цариградската Вселенска патриаршия в завоюваните от Византия в 1018 г. български земи, приемница на понижената в ранг Българска патриаршия. Създадена е веднага в годината на завоеванието с Имперски указ от император Василий II и е закрита неканонично със султанско ирадие през 1767 година по настояване на вселенския патриарх Самуил I Хандзерис, като нейният диоцез е присъединен към този на Вселенската патриаршия.

## История
След падането на България под византийска власт през 1018 година с указите на император Василий II от 1019 година Българската Патриаршия е понижена в ранг и обявена за Българска автокефална архиепископия със седалище в Охрид, последната българска столица и тогавашно седалище на българския патриарх. Диоцезът, българската народност на предстоятеля ѝ и правата ѝ са определени с две Грамоти на император Василий II за правата на Охридската архиепископия. В изворите от периода ХI-ХII в. се споменава като Българска архиепископия.
Официалните титли на охридските архиепископи са: първоначално Архиепископ на цяла България (Αρχιεπίσκοπος της πάσης Βουλγαριας), от средата на XII век се ползва и Архиепископ на Първа Юстиниана и цяла България или на всички българи (Αρχιεπίσκοπος της πρωτης 'Ιουστινιανης και πάσης Βουλγαριας или ΄αρχιεπίσκοπος Βουλγάρων).
Независимостта ѝ от Цариградската патриаршия е уредена до 1020 г. в споменатите три указа на император Василий II. Първоначално тя обхваща 31 епископии върху територията на цяла България, без част от Тракия. Там е постановено и предстоятелите ѝ да са само българи.
В изпълнение на тях за първи архиепископ е определен българин – Йоан Дебърски, монах от Бигорския манастир „Свети Йоан“, но след него това правило се нарушава и катедрата се заема от гърци, а броят на епископиите е намален. В списък от времето на визанитйския император Алексий Комнин  са отбелязани 28 епископии, „подчинени на Българския престол“.

Известна е подарената от император Андроник II Палеолог на предстоятеля на Охридската автокефална архиепископия плащаница, за употреба при благослужението в църквата Света София (Охрид). На императорския дар е извезан надписът: 
| „ | Пастирю на българите, спомни си при жертвоприношенията за владетеля Андроник Палеолог | “ |

.
Като приемници на Българска патриаршия, която хронологически е шеста по ред в църковната история, Охридските архиепископи като продължители на всепризнатите канонически права продължават да се наричат понякога „патриарх“ и има сведения, че в XIV век тази титла им е призната от Вселенската патриаршия.
По-известните от охридските архиепископи са:
- Йоан Дебърски (1018 – 1037) – първият охридски архиепископ.
- Лъв I Охридски (1037 – 1056) – първият охридски архиепископ-ромей, който изградил катедралния храм „Св. София“ в Охрид и бил активен участник в събитията през 1053 – 1054 г., довели до Великата схизма между Източните православни църкви и Рим.
- Теофилакт Охридски (ок. 1081/84- ок. 1107/15)
- Димитър Хоматиан (1216 – 1234) – автор на Краткото житие на Климент Охридски, в дарствен надпис на сребърна рамка на икона в църквата „Света Богородица“ се нарича сам „архипастир на българите“.
- Константин Кавасила (ок. 1250)
- Макарий Охридски: Надписът на гръцки в новопостроената църква „Света Богородица Перивлепта“ („Свети Климент“) в Охрид от 1295 г. го споменава накрая: „...При архиерейството на Макария, всетейши архиепископ на Първа Юстиниана и всичка България, в г. 6803 – 1295, индикт 2-и.“
- Никола Охридски (споменат 1451)
- Прохор Охридски (българин, споменат 1528 или 1540, 1542, 1543, 1547 починал 1550), шири славянската книжнина в Охрид.
- Валаам Охридски (1598 г. обезглавен от турците във Велес).

Катедрален храм на Охридската патриаршия е базиликата „Света София“ в Охрид построена от Борис I в 863 г. върху стар християнски храм от късноримската епоха. Архиепископ Лъв през 11 в. също има принос към устройването на катедралата. Архиепископ Григорий I разширява притвора в 1317 г. През турското владичество „Света София“ е превърната в джамия, а катедрален храм на патриаршията става „Света Богородица Перивлепта“ („Свети Климент“).
Последният Охридски архиепископ е Арсений II Охридски – до 1767 г., когато Охридската архиепископия е закрита, а епархията е присъединена към Драчката. От 1776 година епархията е присъединена към Преспанската и до 1878 г. в Охрид има гръцки епископи. Жителите на Охрид се обръщат с пълномощно писмо от 9 април 1861 г. „до представителите на българския народ“ в Цариград, да помолят Високата порта за избавяне „от своеволието на гръцкото духовенство, като потвърди основанието на автокефалната архиепископия на Първа Юстиниана Охридска и на цела България“. През 1872 г. Натанаил Охридски е ръкоположен за пръв митрополит на Българската екзархия в Охрид.

## Основни извори
- Списък на 17 предстоятели на Охридската църква от края на 12 в. (Дюканжов списък)
- 3 грамоти на император Василий II, ок. 1020 г.
- Велбъждка нотиция